# Vorstengestagsegel

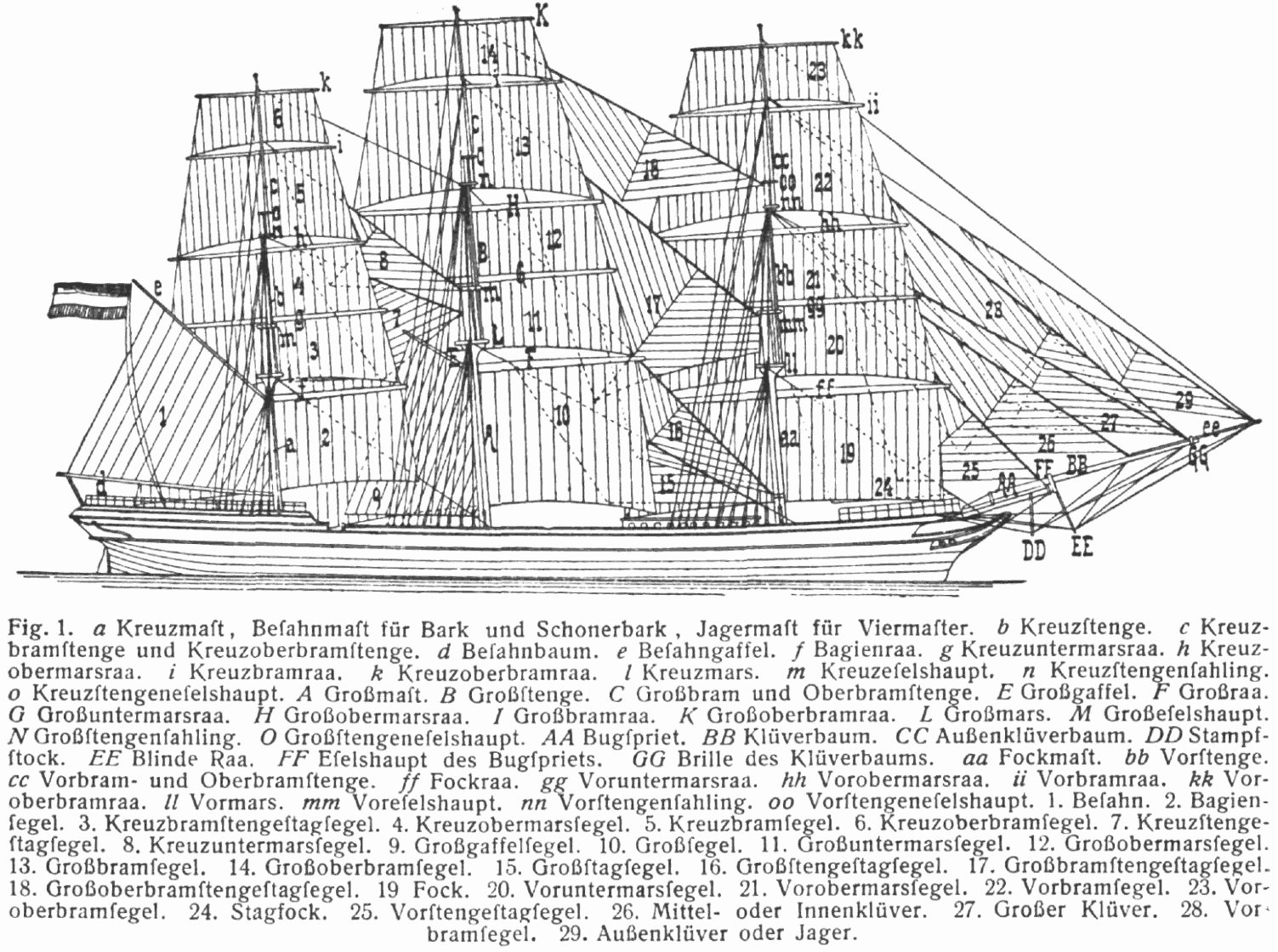
Das Rigg eines Vollschiffes mit Bezeichnung der dazugehörenden Segel und Masten

Das Vorstengestagsegel ist ein Stagsegel, welches zwischen Fockmast und Klüverbaum gesetzt wird. Es erhält seinen Namen dadurch, dass es auf dem Stag, welches im oberen Bereich an der Stenge des Fockmastes befestigt ist, gesetzt wird.